# Canthonosoma
Canthonosoma là một chi bọ cánh cứng thuộc họ Scarabaeidae.